# 闘牛の女王
『闘牛の女王』（とうぎゅうのじょおう、原題・Fiesta）は、1947年に製作・公開されたアメリカ合衆国の映画である。リチャード・ソープが監督、エスター・ウィリアムズ、リカルド・モンタルバンらが出演した。本作はモンタルバンのアメリカ映画初出演であった。

## キャスト
- マリア・モラレス：エスター・ウィリアムズ

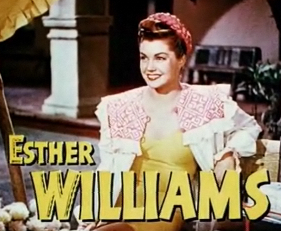
マリア役のエスター・ウィリアムズ

- マリオ（マリアの双子の兄）：リカルド・モンタルバン
- チャト：エイキム・タミロフ
- ホセ（ペペ）・オルテガ：ジョン・キャロル
- コンチータ：シド・チャリシー
- マリアの母：メアリー・アスター
- アントニオ（マリアの父）：フォルトゥニオ・ボナノバ

## スタッフ
- 監督：リチャード・ソープ
- 製作：ジャック・カミングス
- 脚本：ジョージ・ブルース、レスター・コール
- 撮影：チャールズ・ロッシャー、シドニー・ワグナー、ウィルフリッド・M・クライン
- 音楽：ジョニー・グリーン
- 編集：ブランチ・シューエル
- 美術監督：セドリック・ギボンズ、ウィリアム・フェラーリ
- 装置：エドウィン・B・ウィリス
- 衣裳：アイリーン
- 録音監督：ダグラス・シアラー

## アカデミー賞候補
- ミュージカル映画音楽賞：ジョニー・グリーン